# Першаков, Александр Фёдорович
Александр Фёдорович Першаков (1843 — после 1907)  — русский художник-портретист.

## Биография
Выходец из крестьян. Учился в Санкт-Петербурге, в Императорской академии художеств с 1864 по 1876 год. В период обучения был награждён двумя малыми серебряными медалями Академии (в 1865 и 1876 годах). В 1876 году окончил Академию со званием неклассного (свободного) художника.
Ещё до этого, в 1874 году, открыл фотоателье в доме 13/3 на Большой Морской улице в Санкт-Петербурге. Занимался фотографией и живописью. Сохранившееся наследие художника представлено, в основном, портретами российских военачальников. Некоторые из них хранятся в коллекции Государственного Эрмитажа.
Сын художника — учёный-биолог, профессор Александр Першаков (1875—1943).

## Галерея

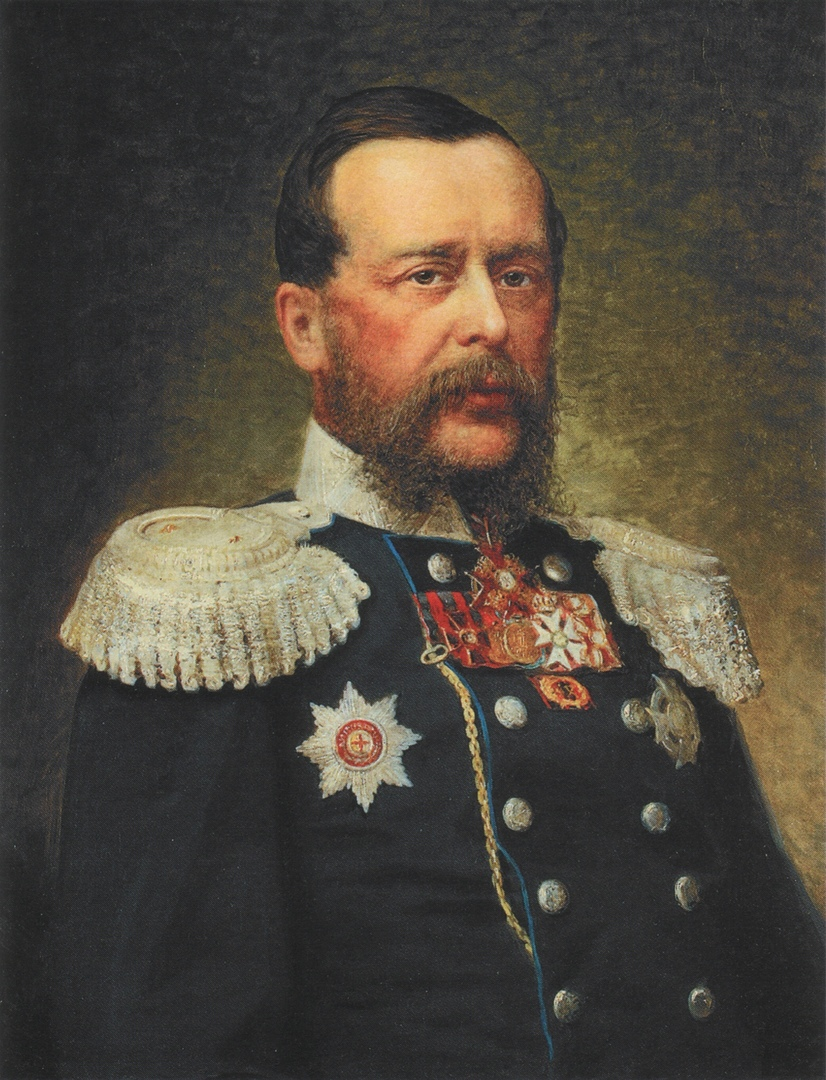
Портрет генерал-майора Александра Абрамовича Перетца, ок. 1866 г. (ГИМСПб)
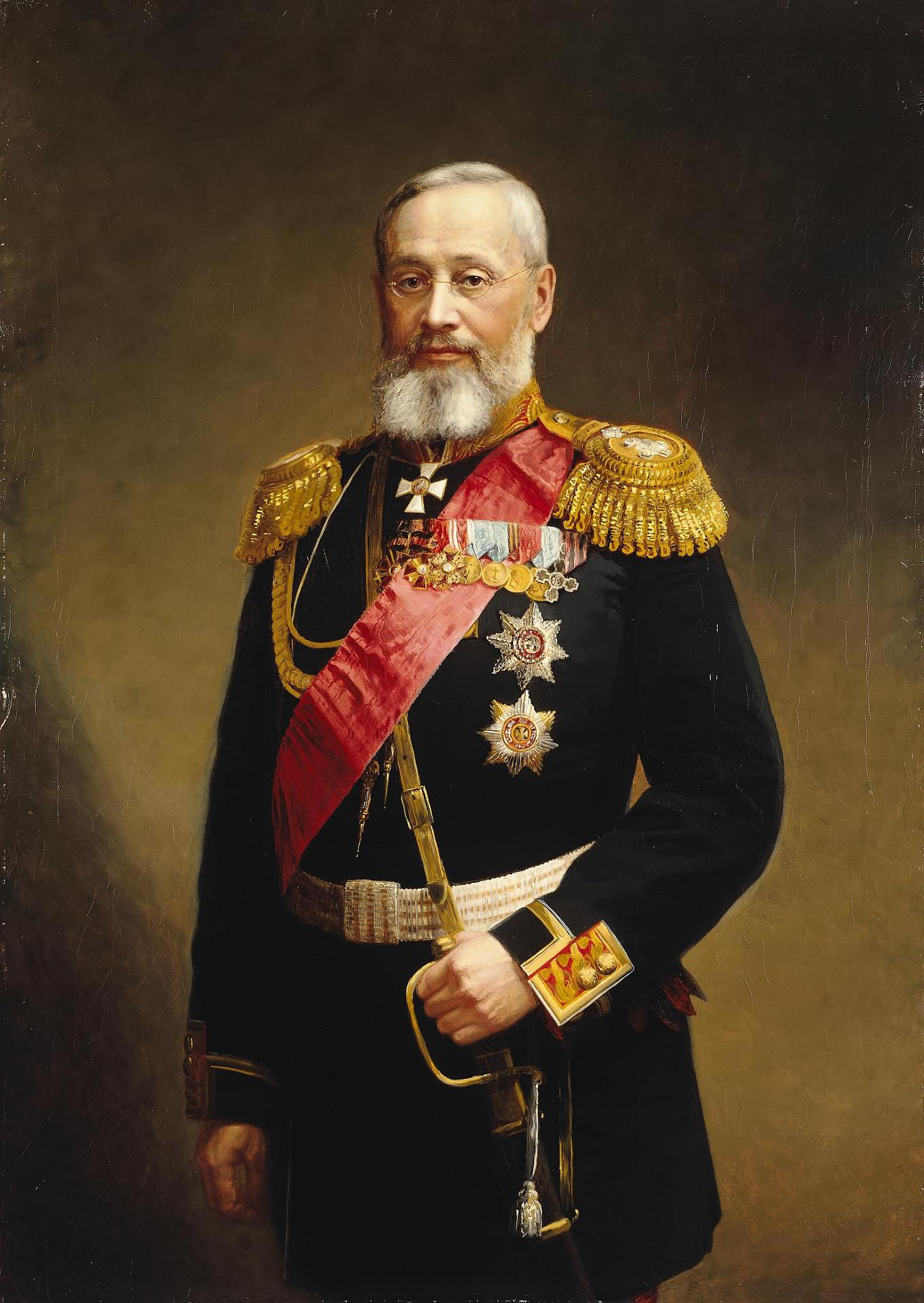
Портрет генерала Петра Семёновича Ванновского, 1883-1895 гг. (ГЭ)
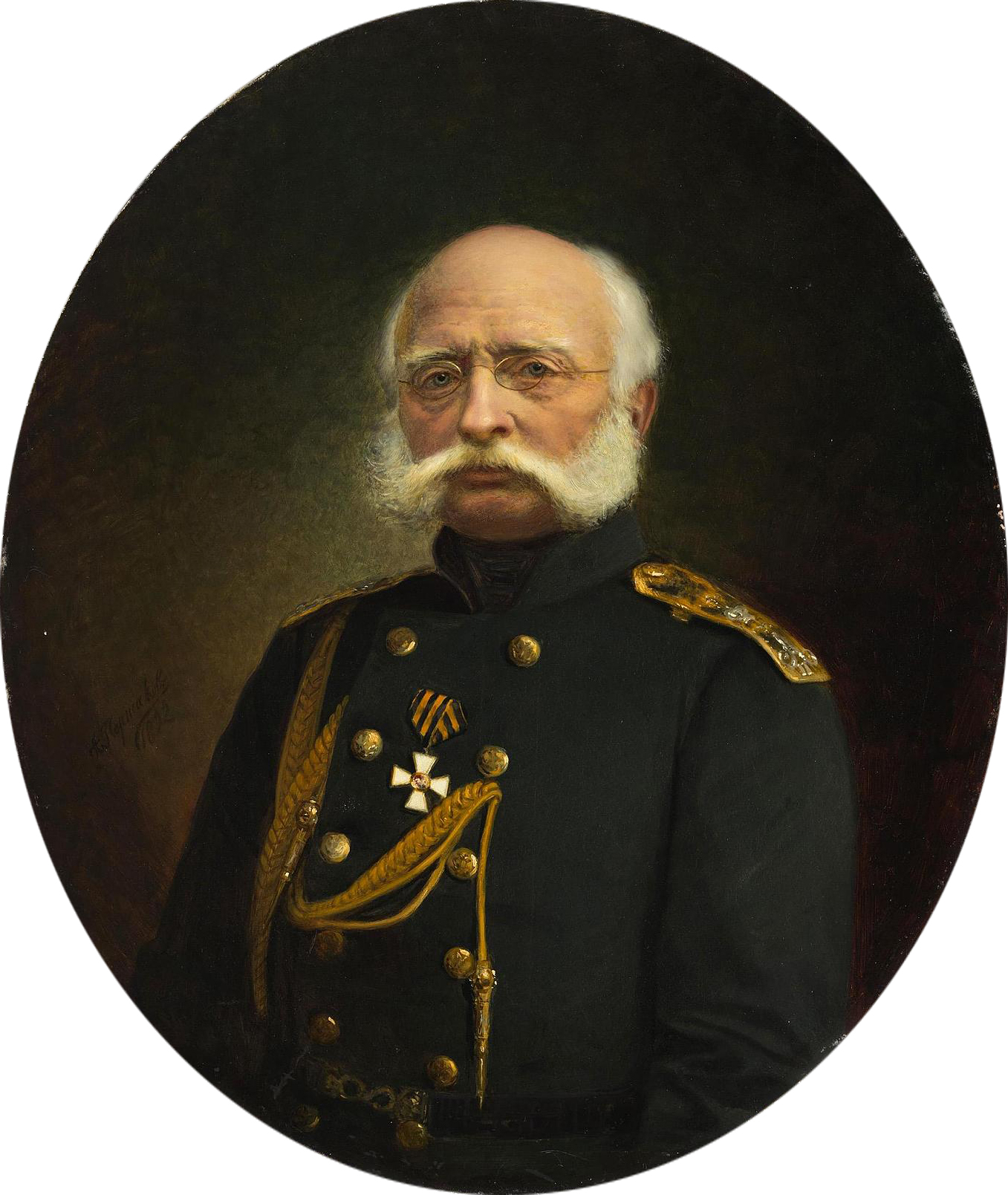
Портрет адмирала Фердинанда Петровича Врангеля, 1892 г. (ГЭ)
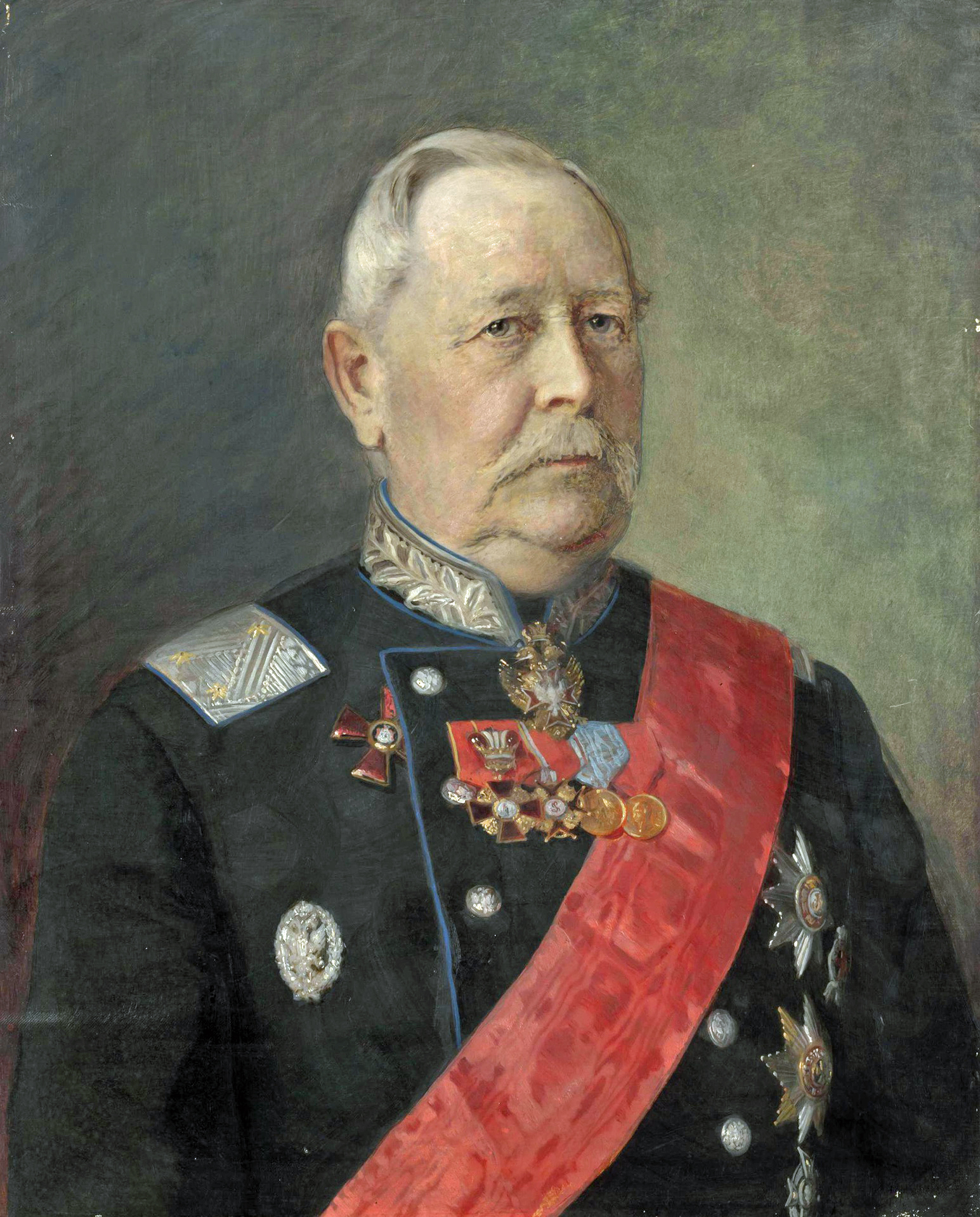
Портрет генерал-лейтенанта Александра Родионовича Гернгросса, 1892-1898 гг. (ГЭ)
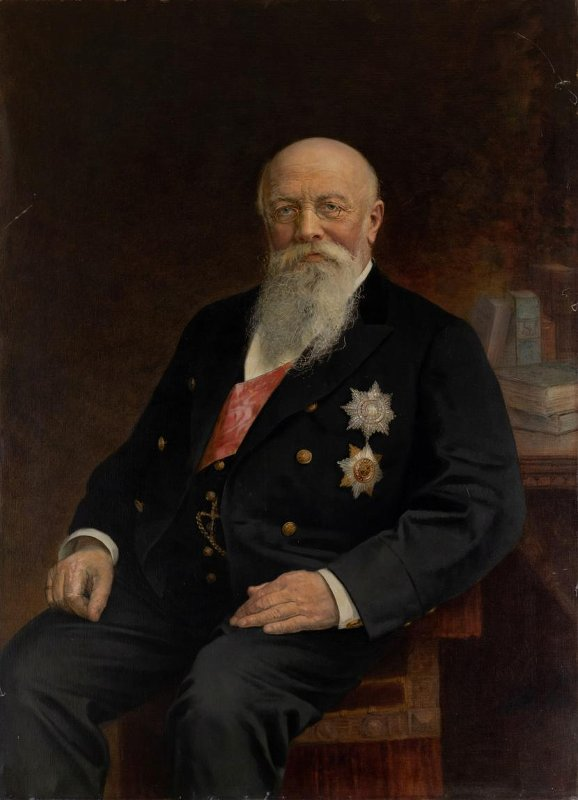
Портрет Афанасия Фёдоровича Бычкова, не ранее 1896 г. (ИРЛИ РАН)
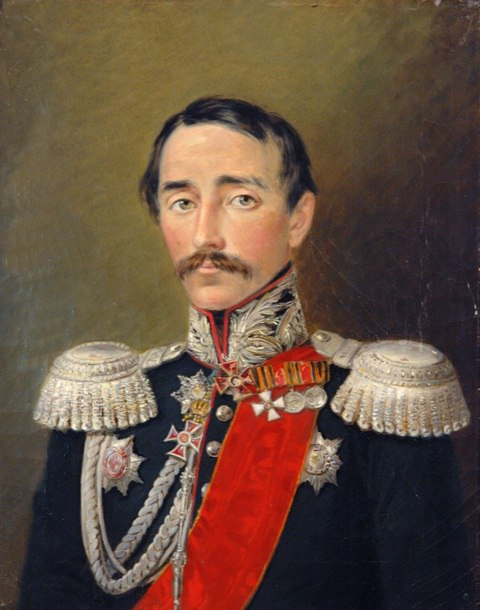
Портрет генерал-майора Владимира Дмитриевича Вольховского, 1898 г. (ГМП)
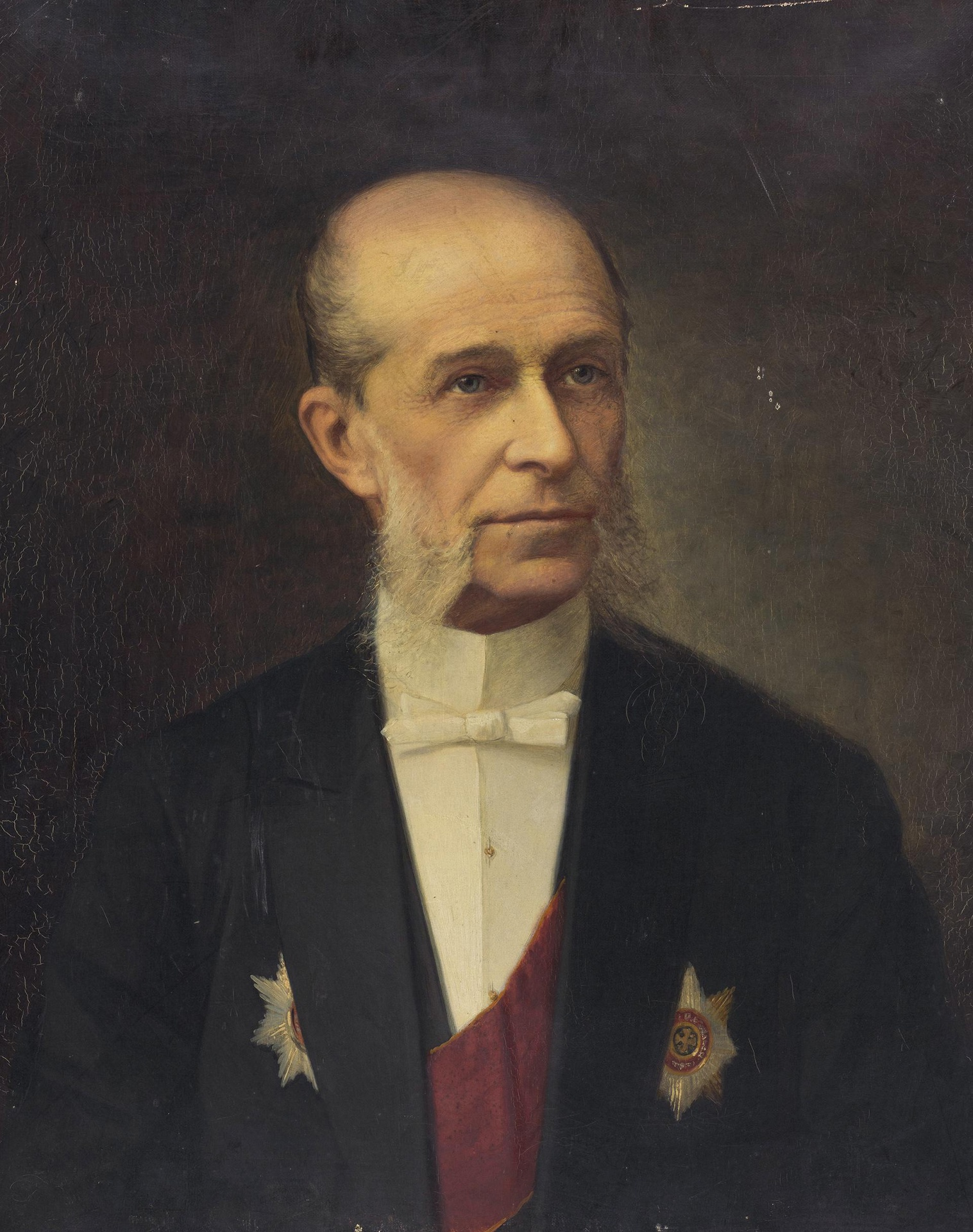
Портрет Николая Николаевича Гартмана, 1899-1900 гг. (ГЭ)
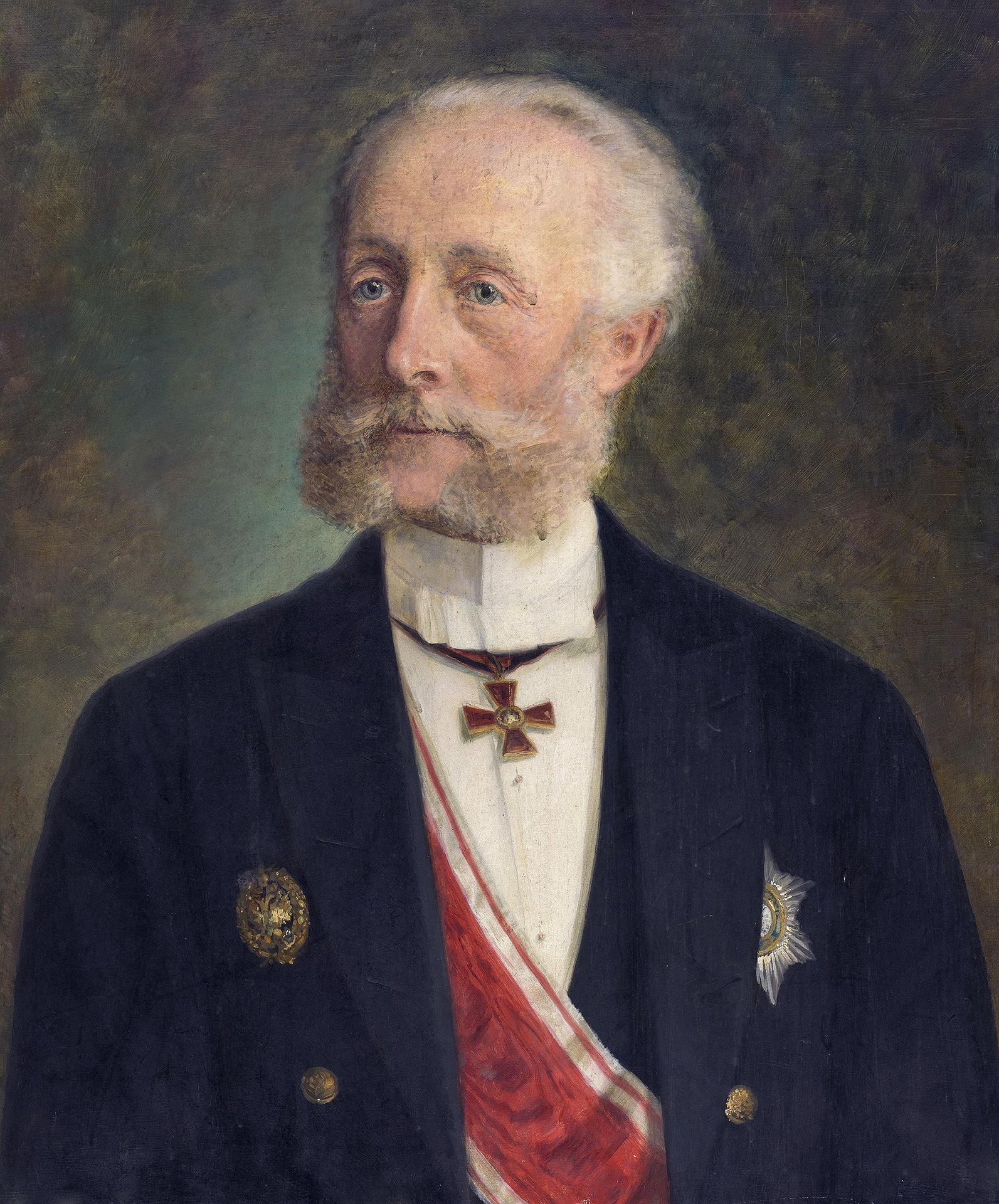
Портрет барона Фердинанда Фердинандовича Врангеля, 1899-1900 гг. (ЦВММ)
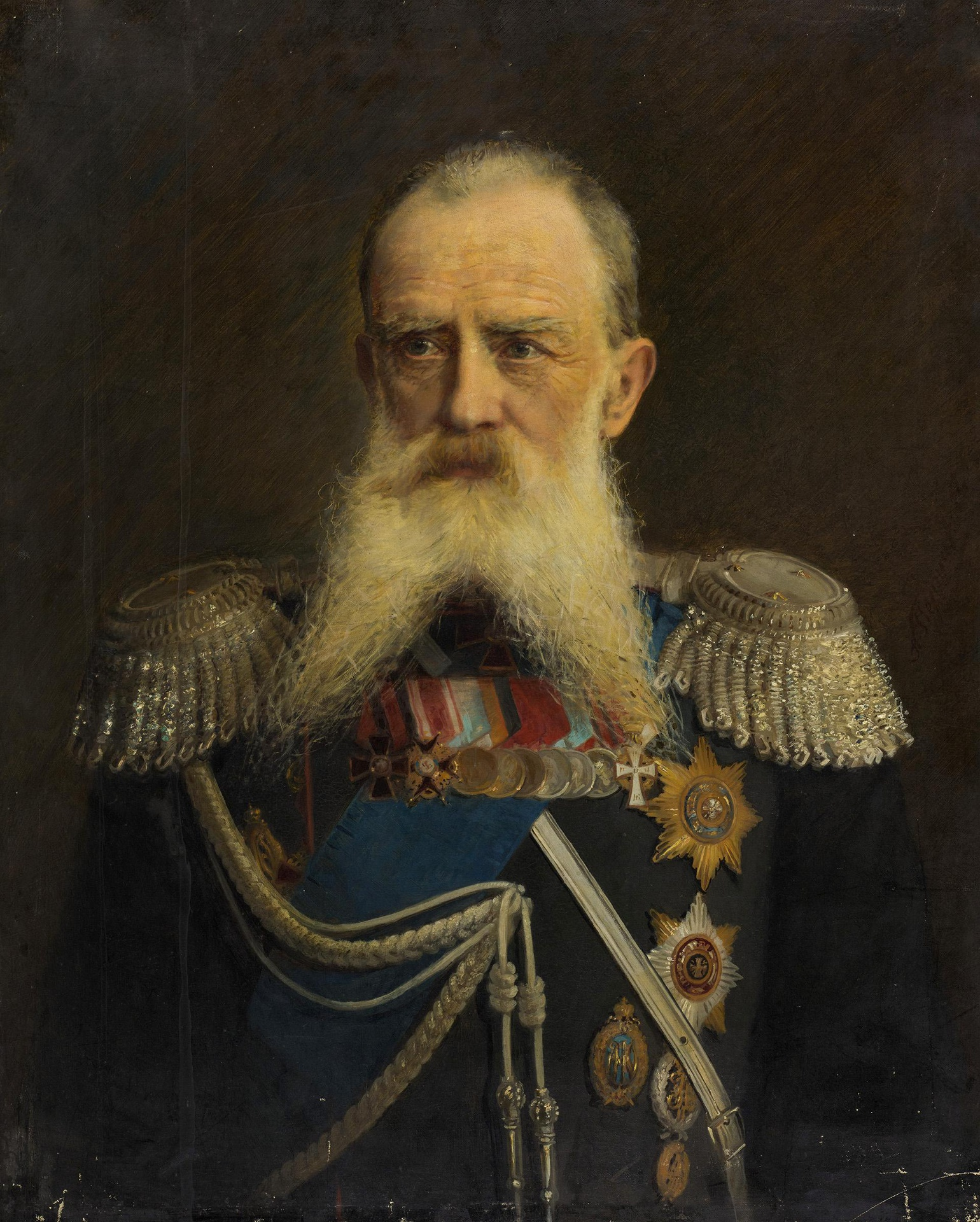
Портрет генерал-лейтенанта Фёдора Александровича фон Фельдмана, конец XIX в. (ГЭ)
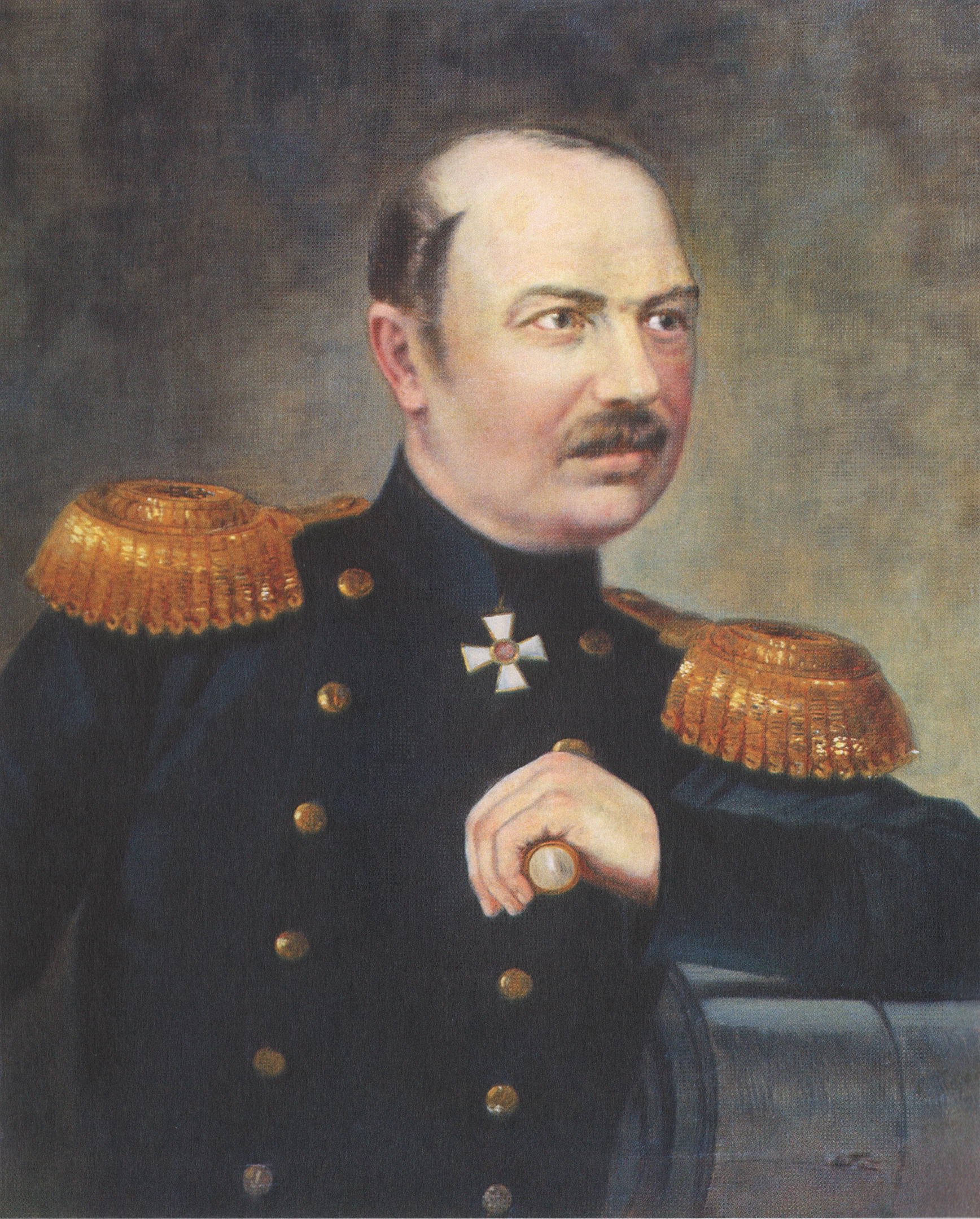
Портрет контр-адмирала Владимира Ивановича Истомина, конец XIX - начало XX в. (ЦВММ)
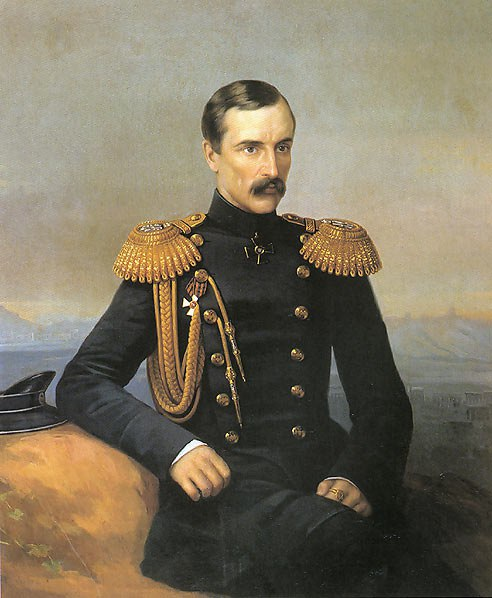
Портрет вице-адмирала Владимира Алексеевича Корнилова, 1900 г. (ЦВММ)
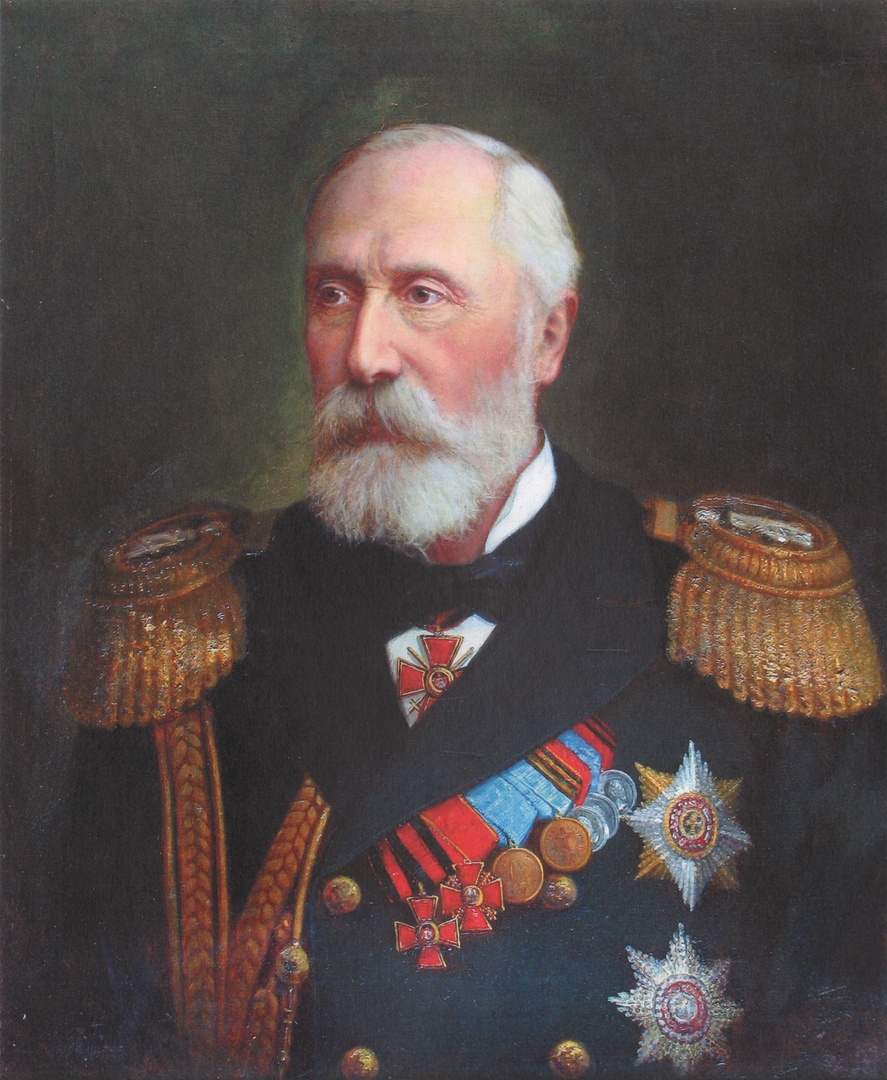
Портрет адмирала Николая Матвеевича Чихачёва, 1900 г. (ЦВММ)
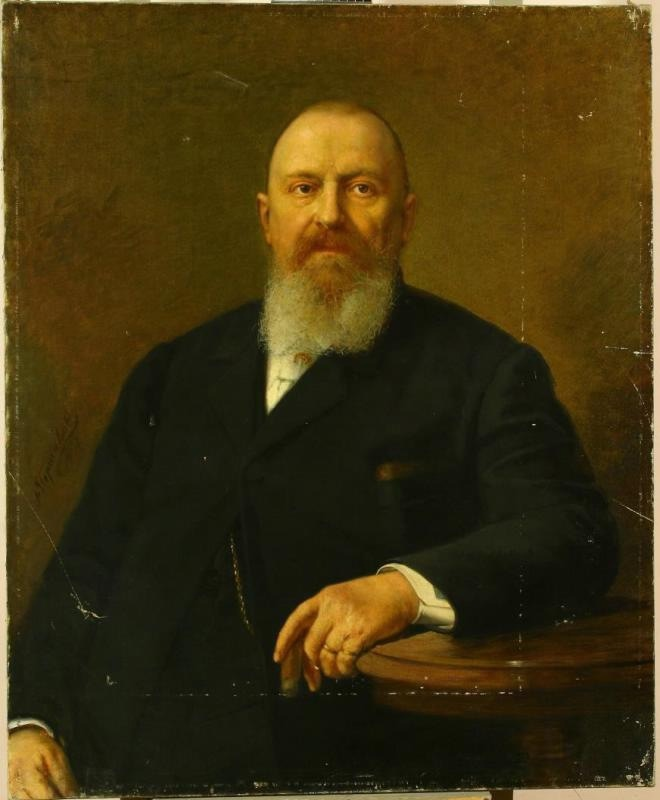
Портрет Николая Николаевича Сущова, 1901 г. (ГМЗ «Павловск»)
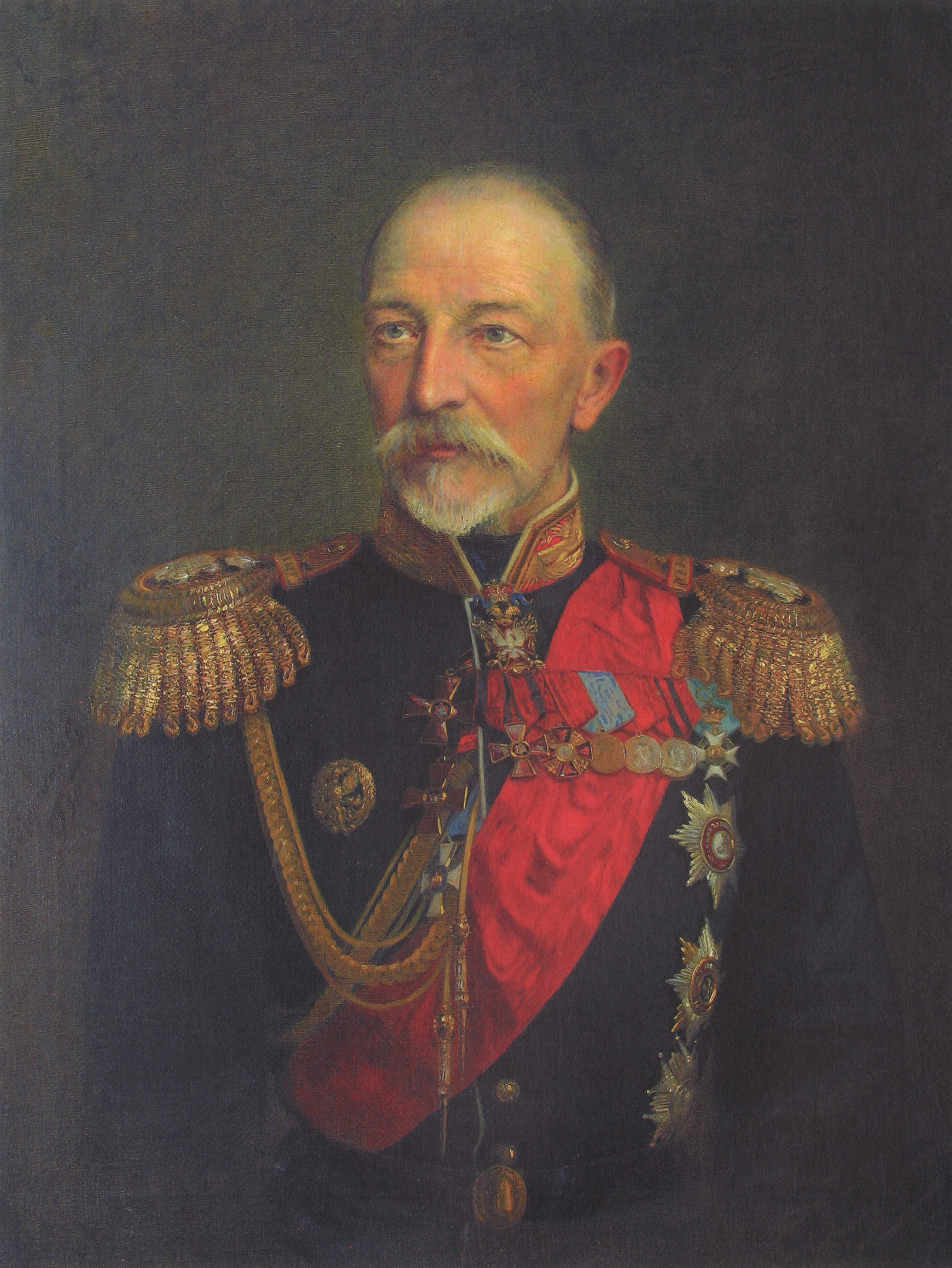
Портрет адмирала Павла Петровича Тыртова, 1902 г. (ЦВММ)
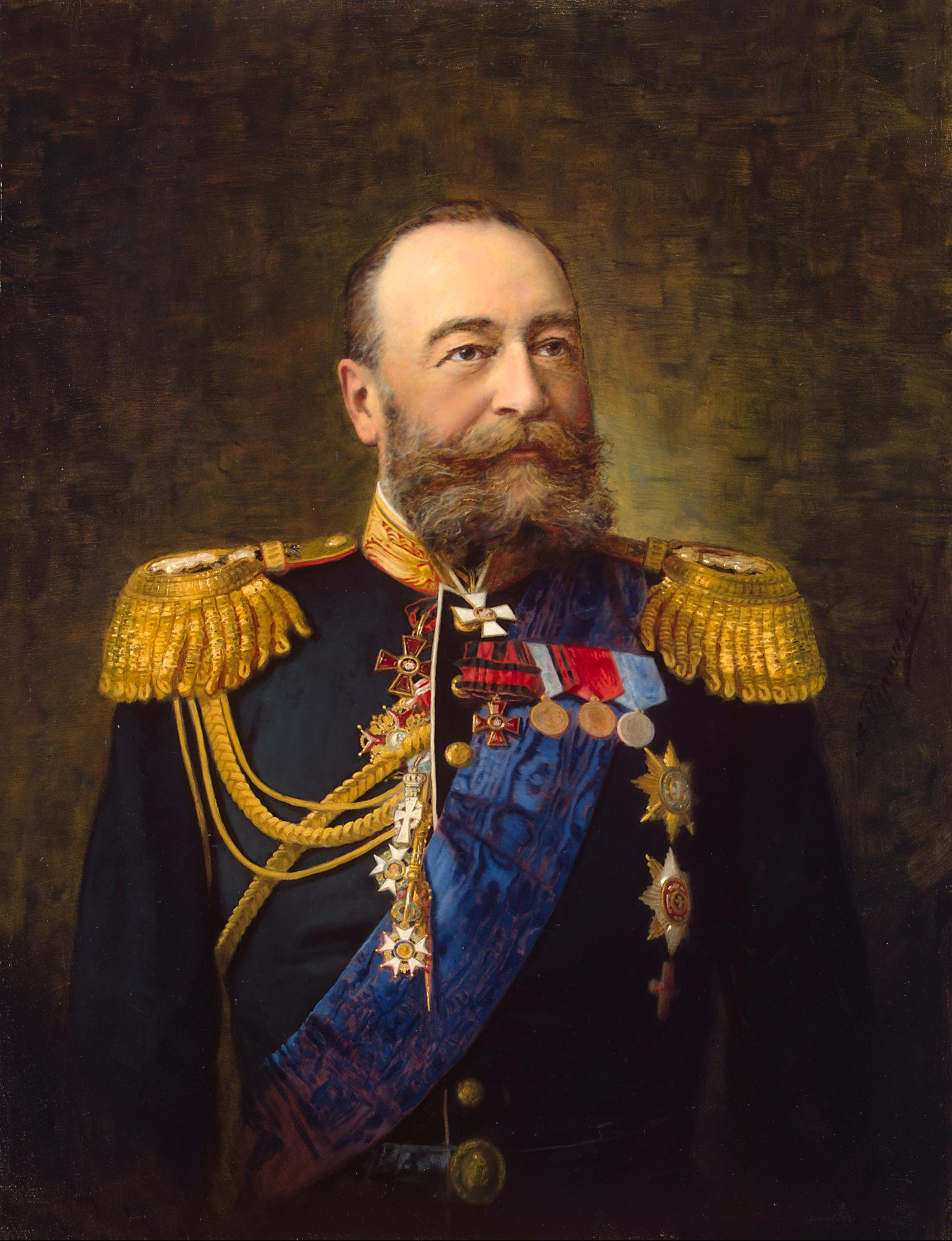
Портрет адмирала Евгения Ивановича Алексеева, 1904-1908 гг. (ГЭ)
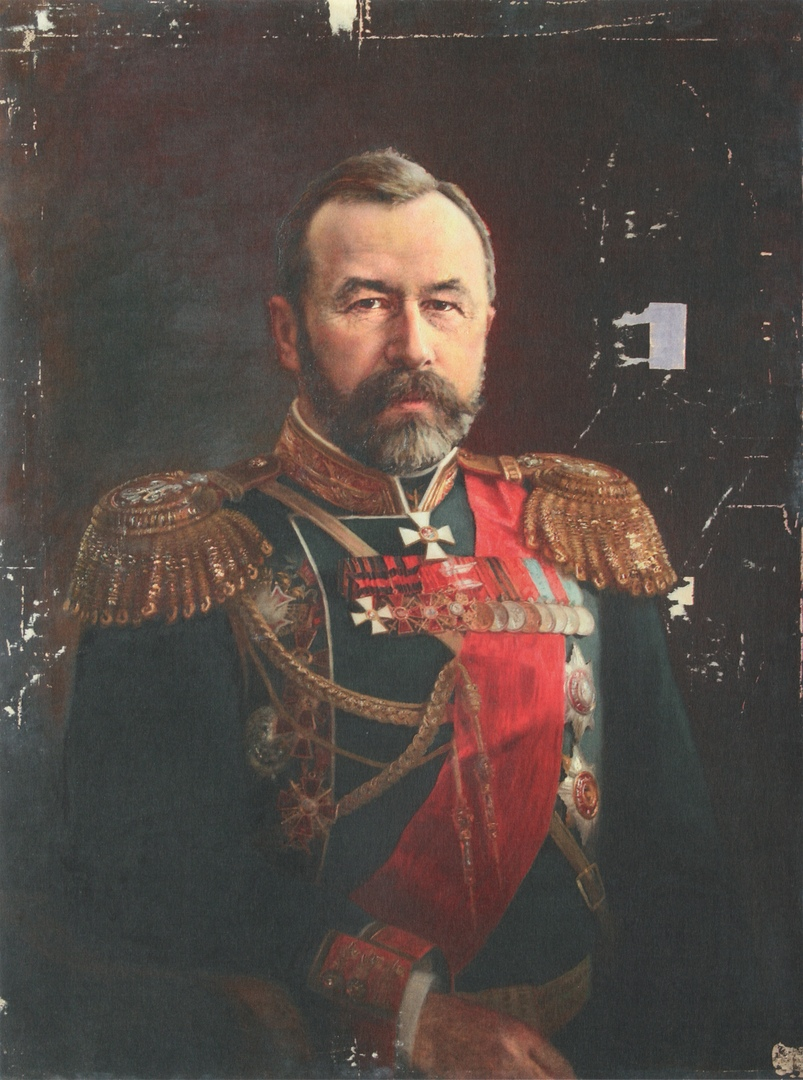
Портрет генерал-адъютанта Алексея Николаевича Куропаткина, 1905 г. (ЦВММ)
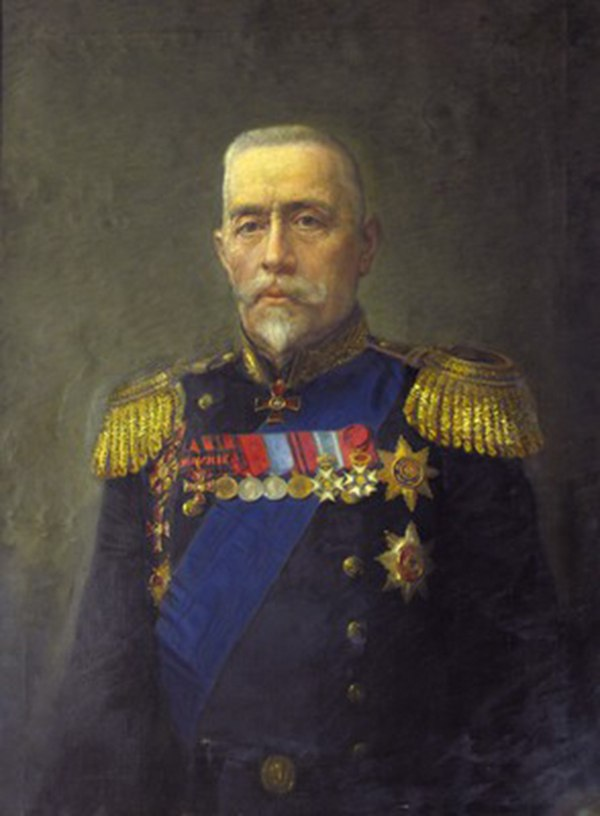
Портрет адмирала Алексея Алексеевича Бирилёва, 1907 г. (ЦВММ)
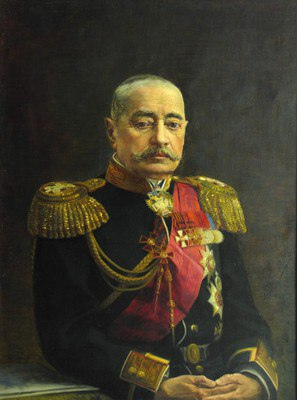
Портрет адмирала Ивана Михайловича Дикова, 1907 г. (ЦВММ)
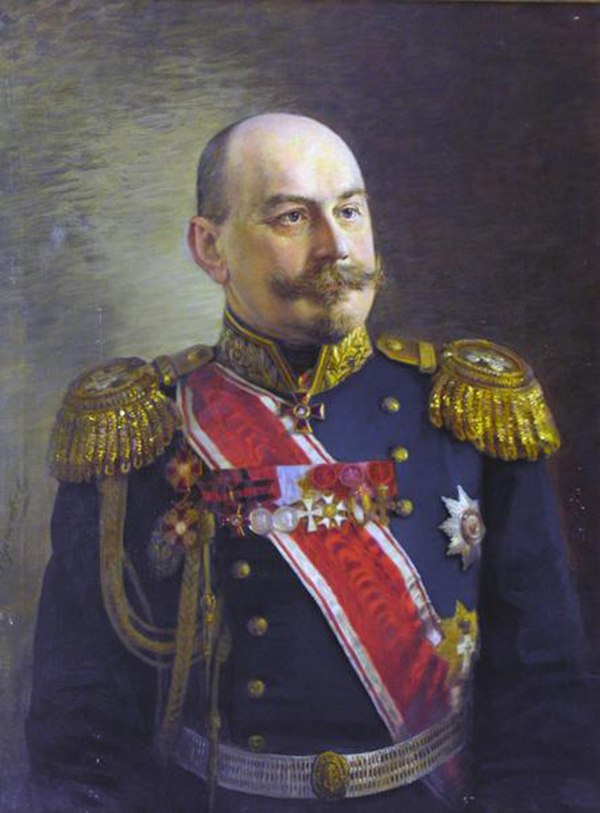
Портрет контр-адмирала Степана Аркадьевича Воеводского, после 1907 г. (ЦВММ)
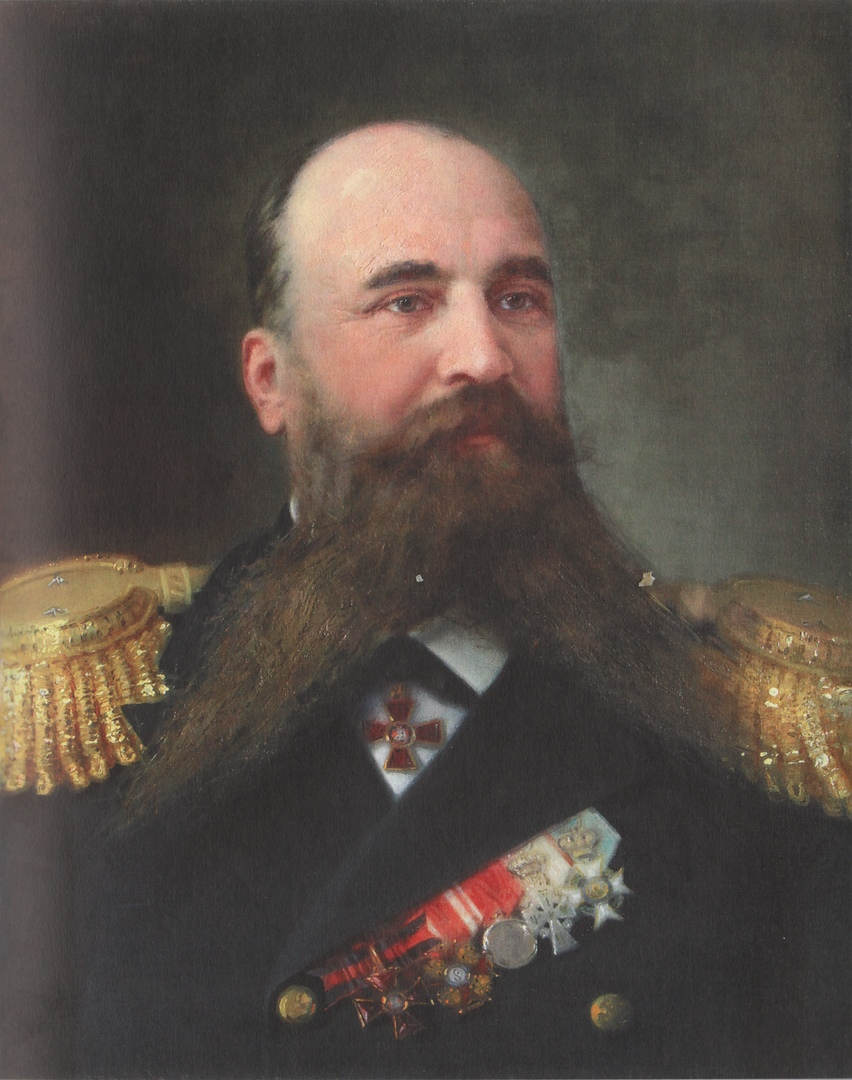
Портрет генерал-майора Николая Львовича Бубнова, 1907 г. (ЦВММ)
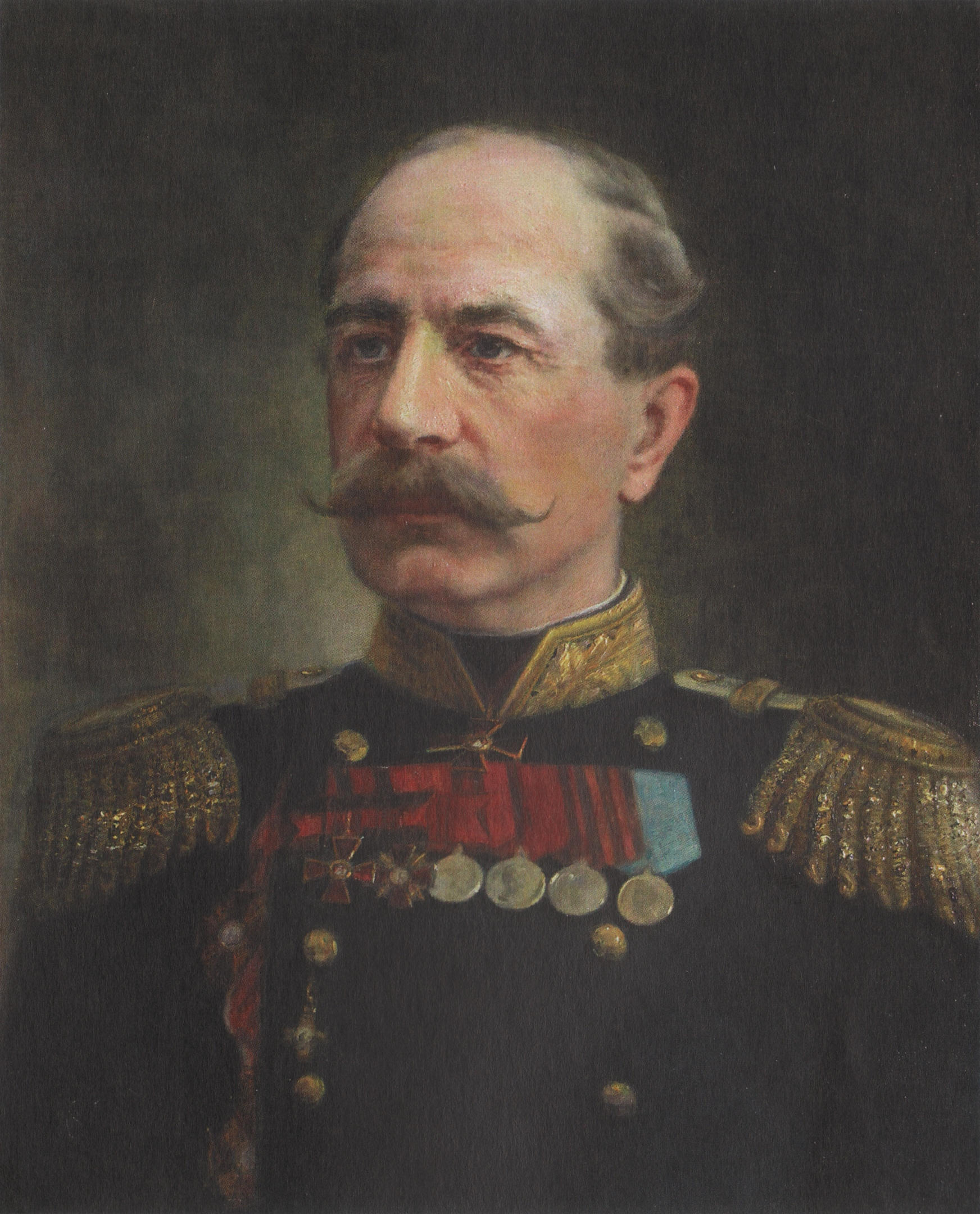
Портрет генерал-майора Иллариона Яковлевича Чайковского, 1907 г. (ЦВММ)
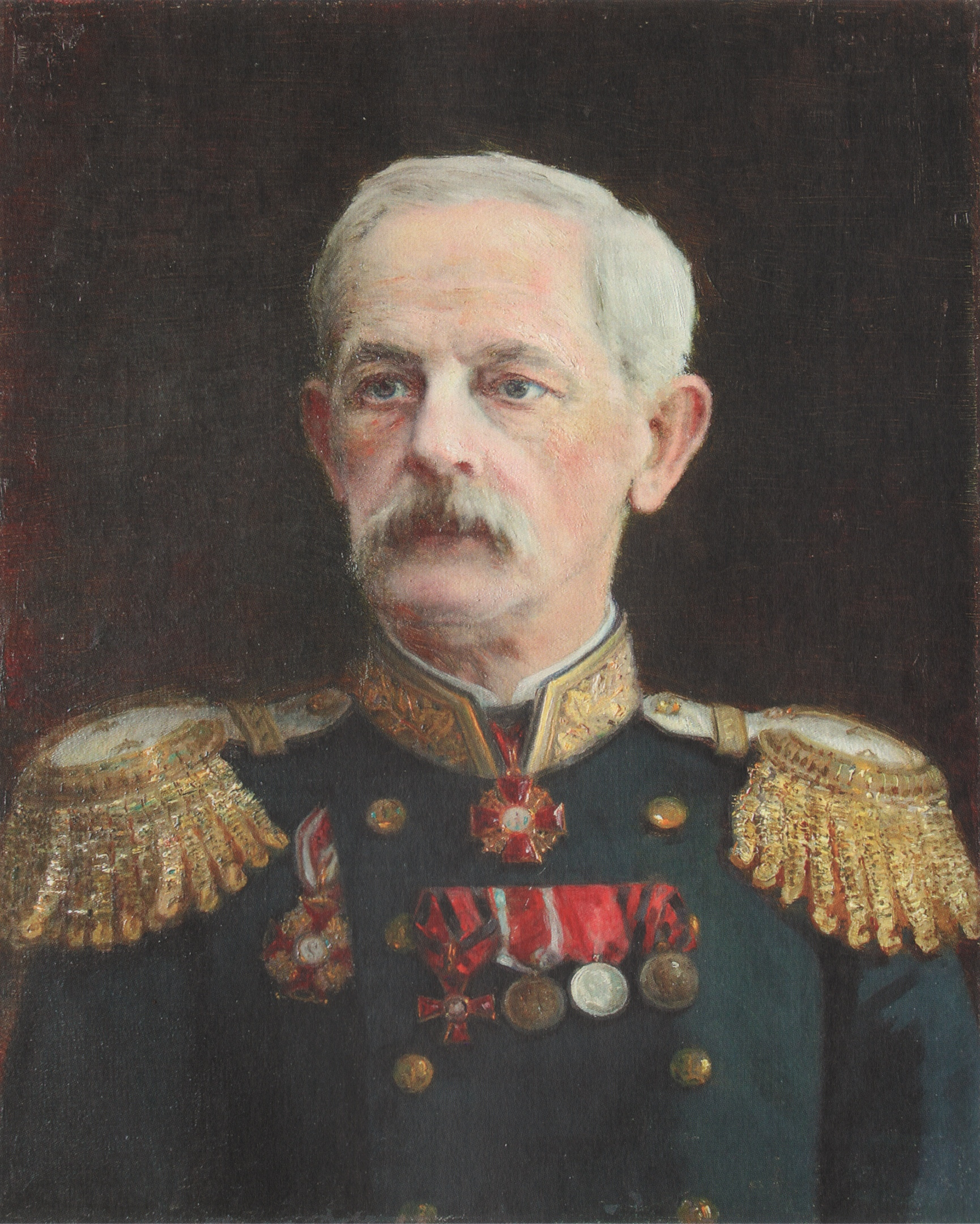
Портрет генерал-майора Александра Павловича Шафрова, 1907 г. (ЦВММ)
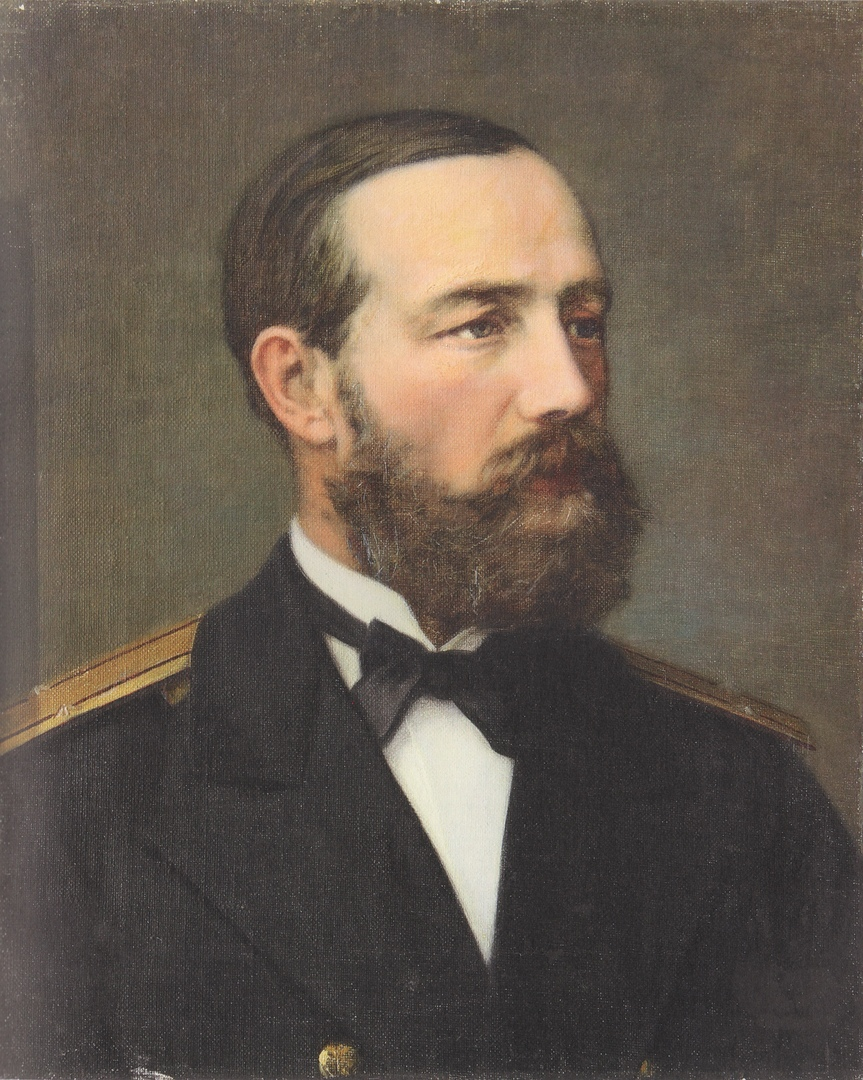
Портрет капитан-лейтенанта Алексея Фёдоровича Воейкова, 1907 г. (ЦВММ)
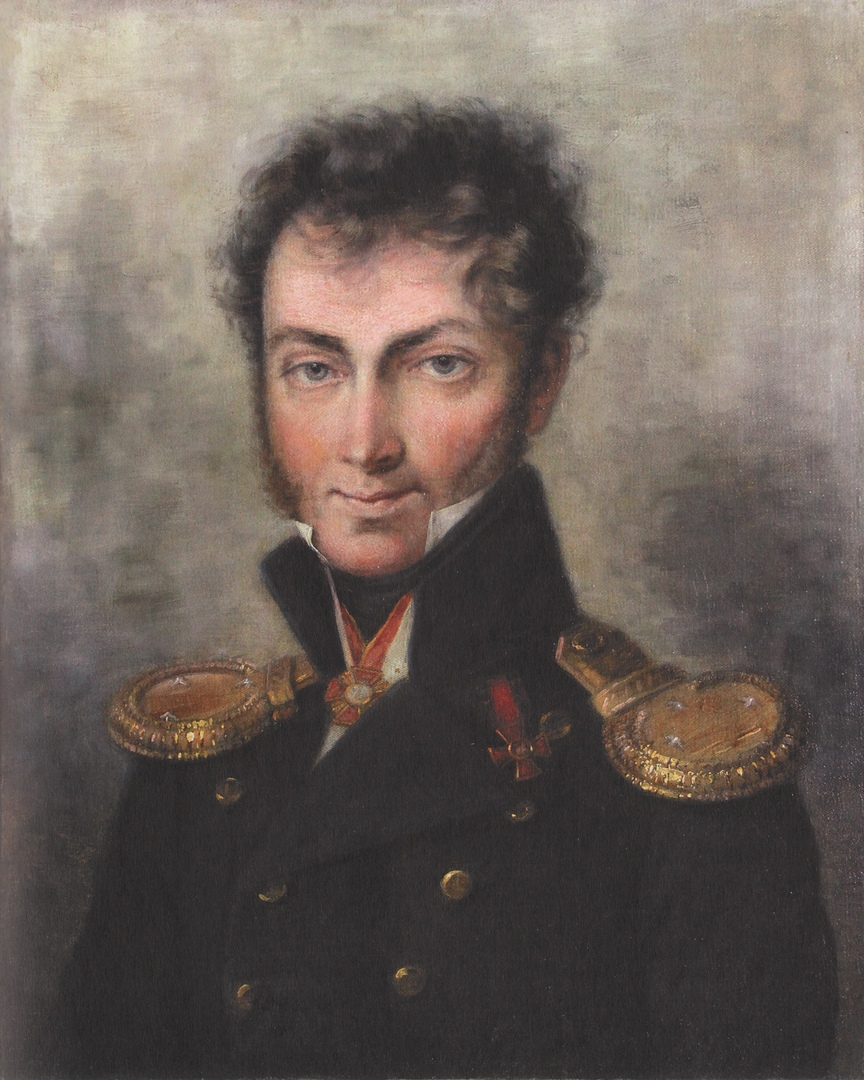
Портрет лейтенанта Александра Яковлевича Глотова, 1907 г. (ЦВММ)
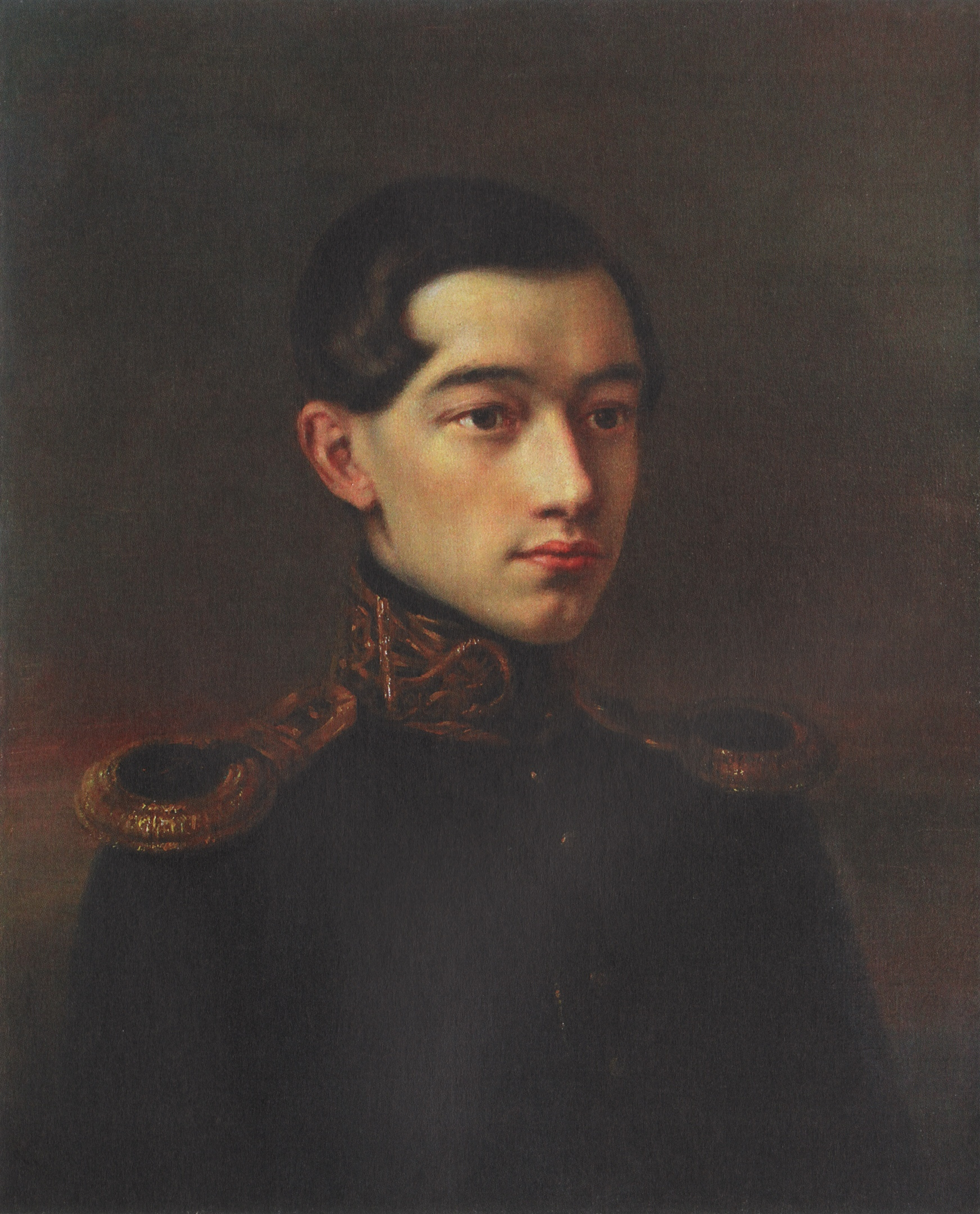
Портрет мичмана Александра Николаевича Ладыгина, 1907 г. (ЦВММ)
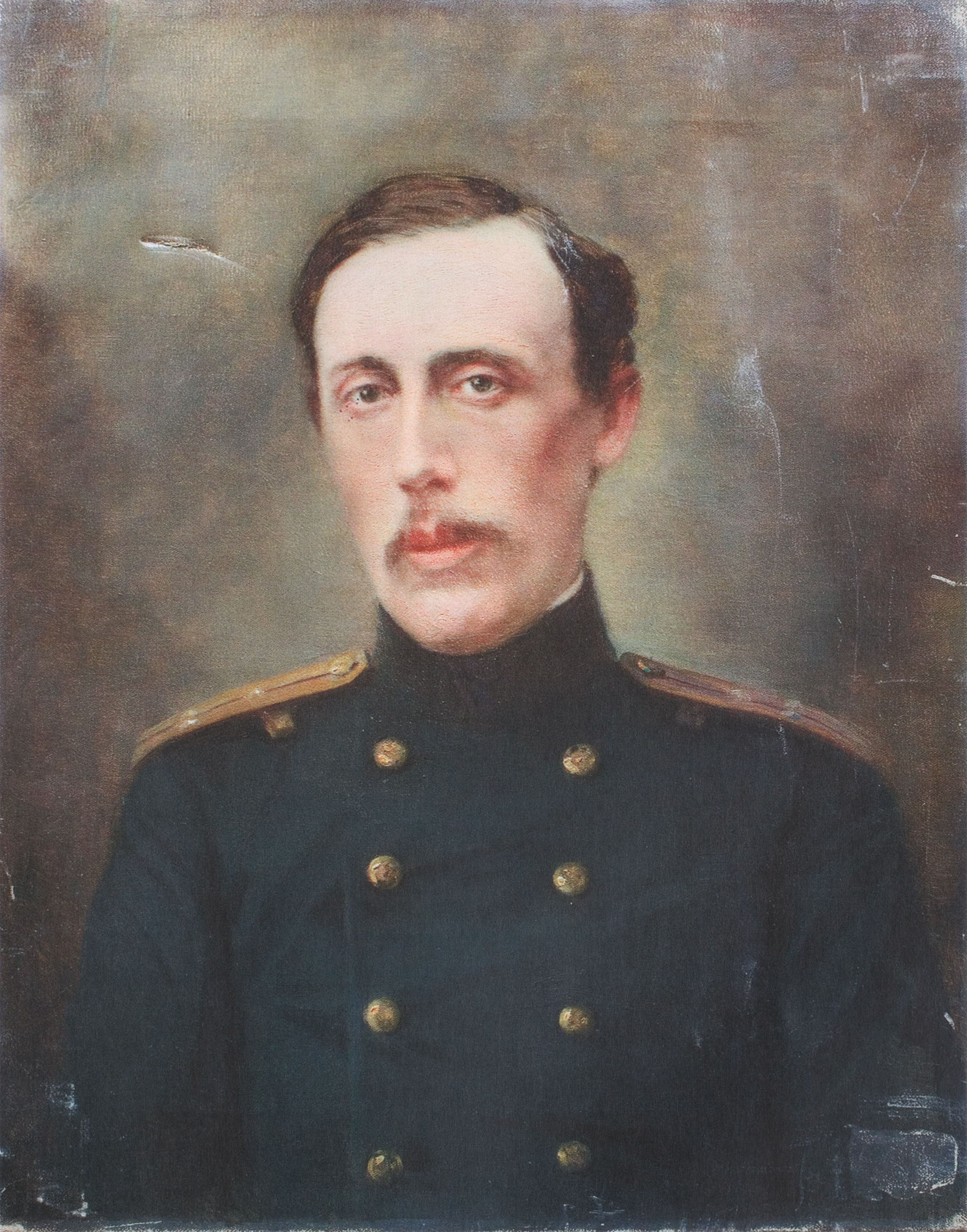
Портрет лейтенанта Михаила Михайловича Шишмарёва, 1907 г. (ЦВММ)
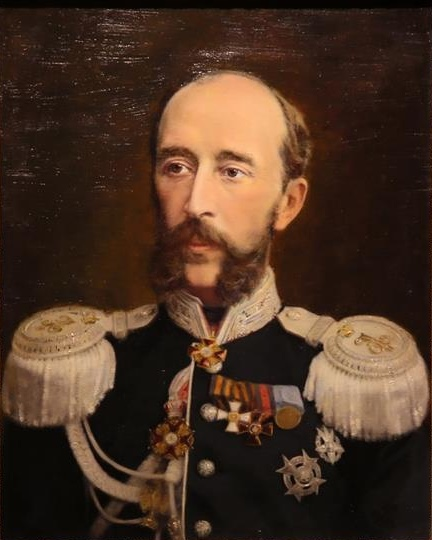
Портрет флигель-адъютанта Николая Михайловича Баранова, 1907 г. (ЦВММ)
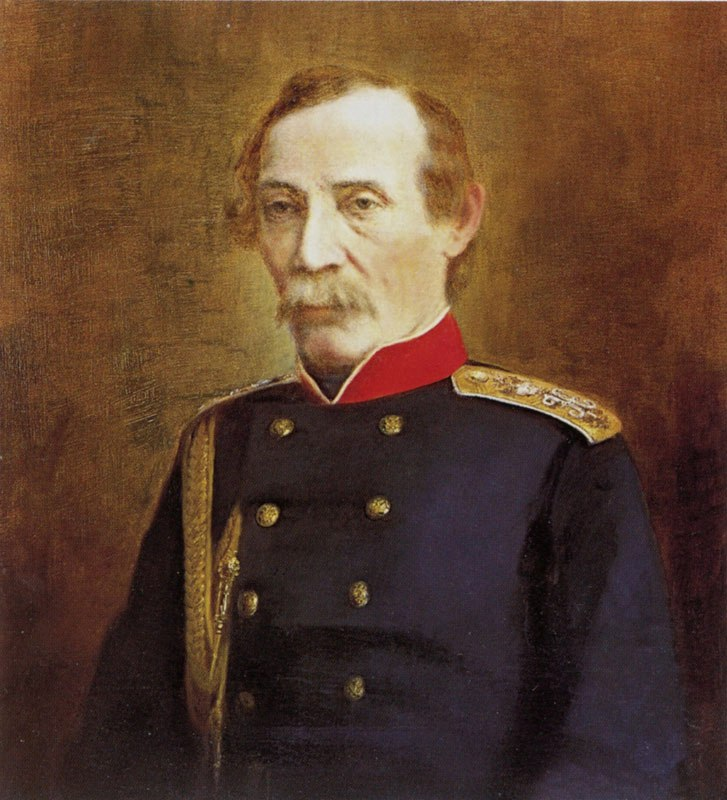
Портрет графа Евфимия Васильевича Путятина, 1912 г. (ЦВММ)
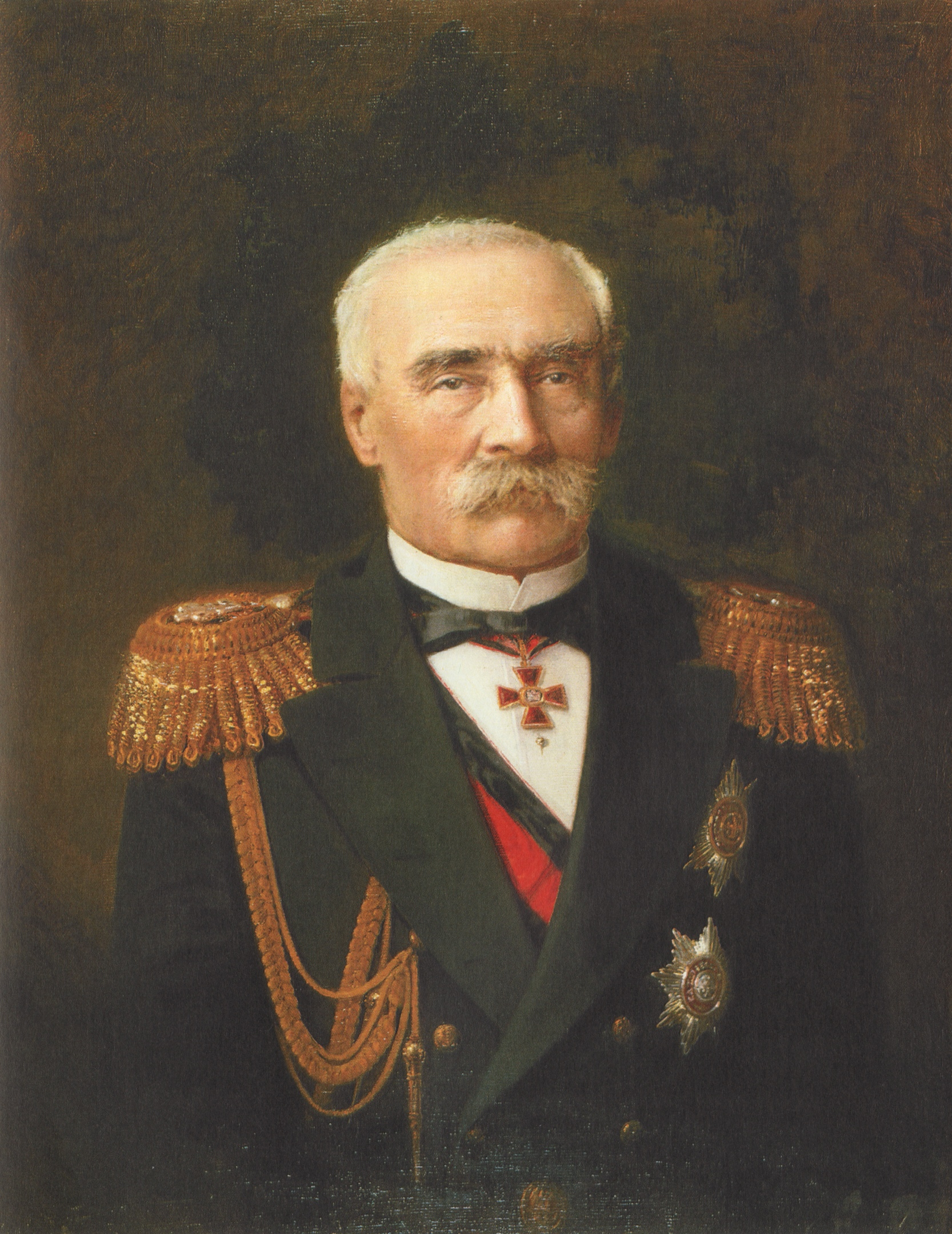
Портрет адмирала Степана Степановича Лесовского, 2-я часть XIX в. (ЦВММ)
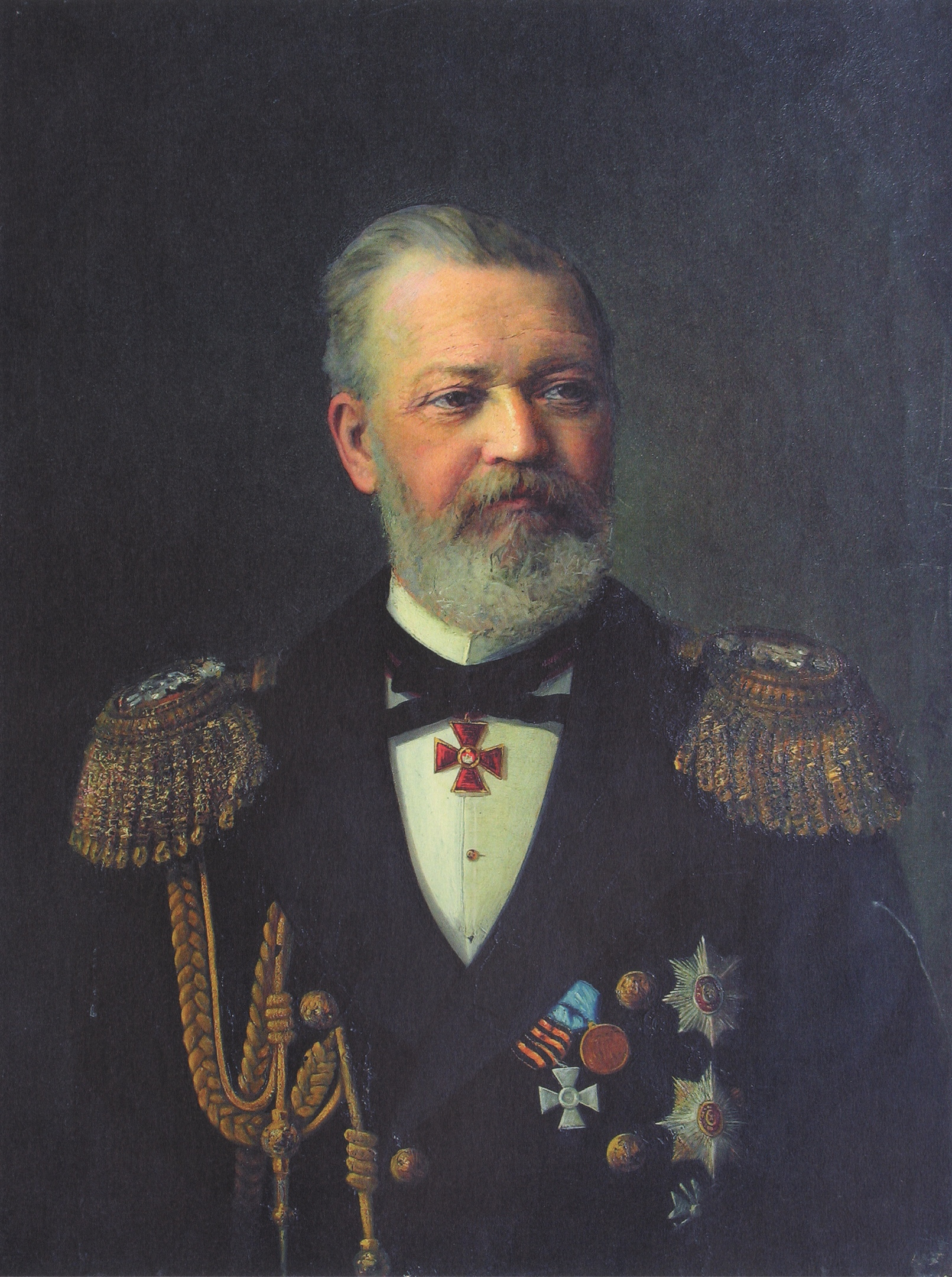
Портрет вице-адмирала Ивана Алексеевича Шестакова, 2-я часть XIX в. (ЦВММ)
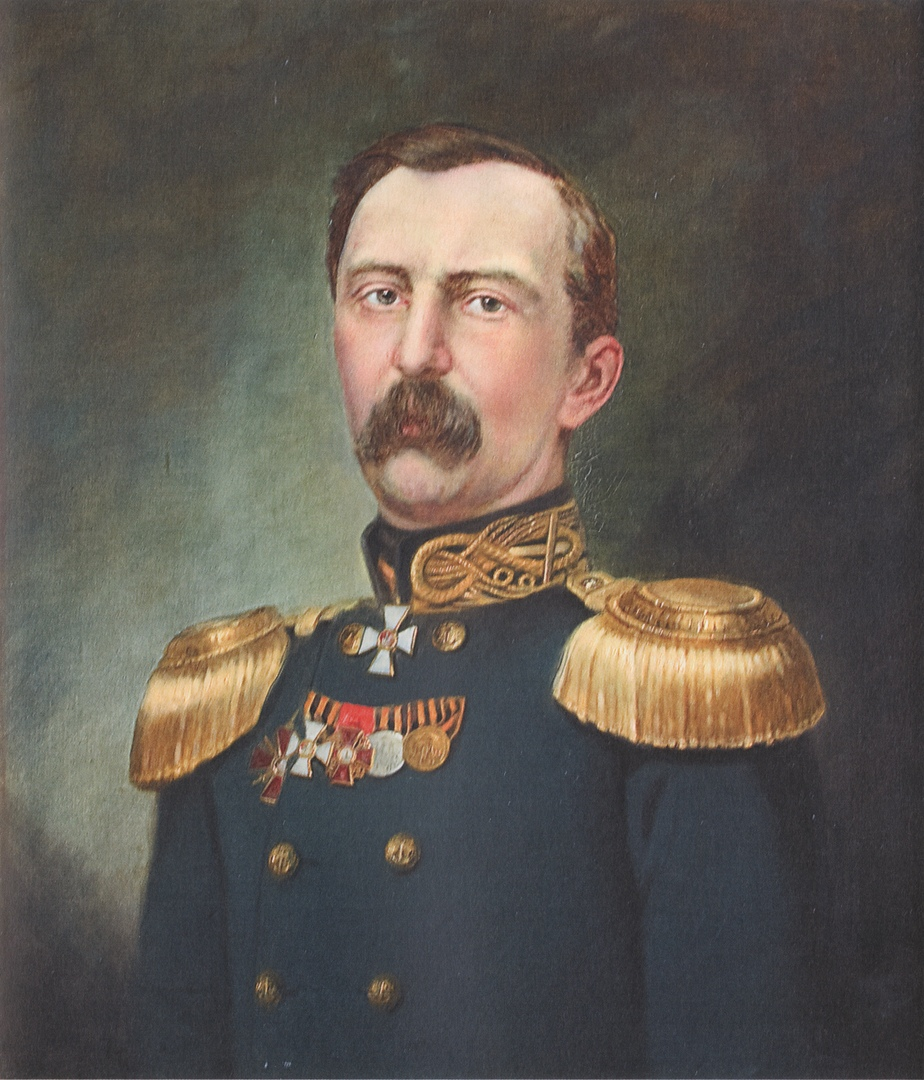
Портрет капитана 1-го ранга Михаила Александровича Перелешина, 2-я часть XIX в. (ЦВММ)
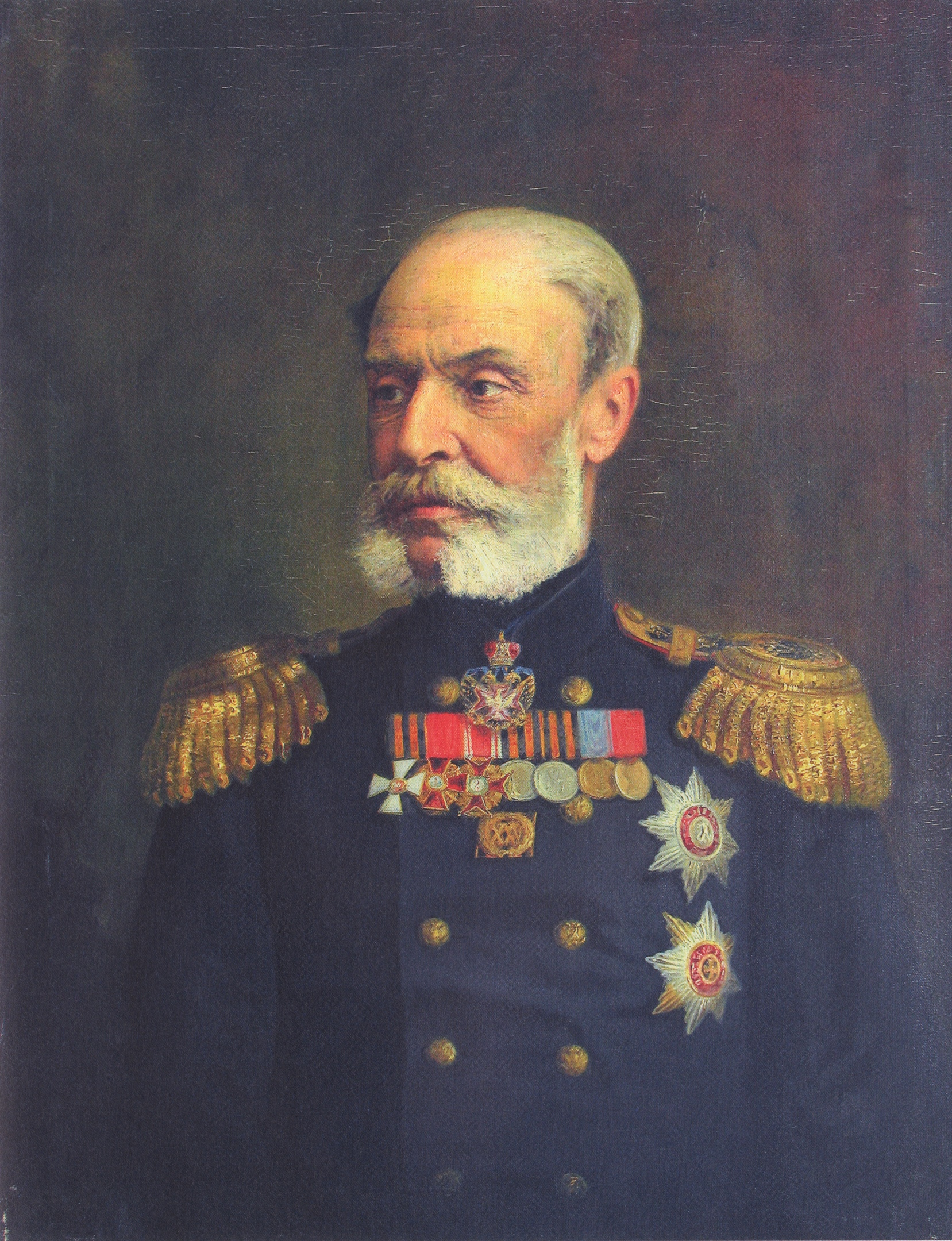
Портрет адмирала Николая Федоровича Метлина, конец XIX в. (ЦВММ)
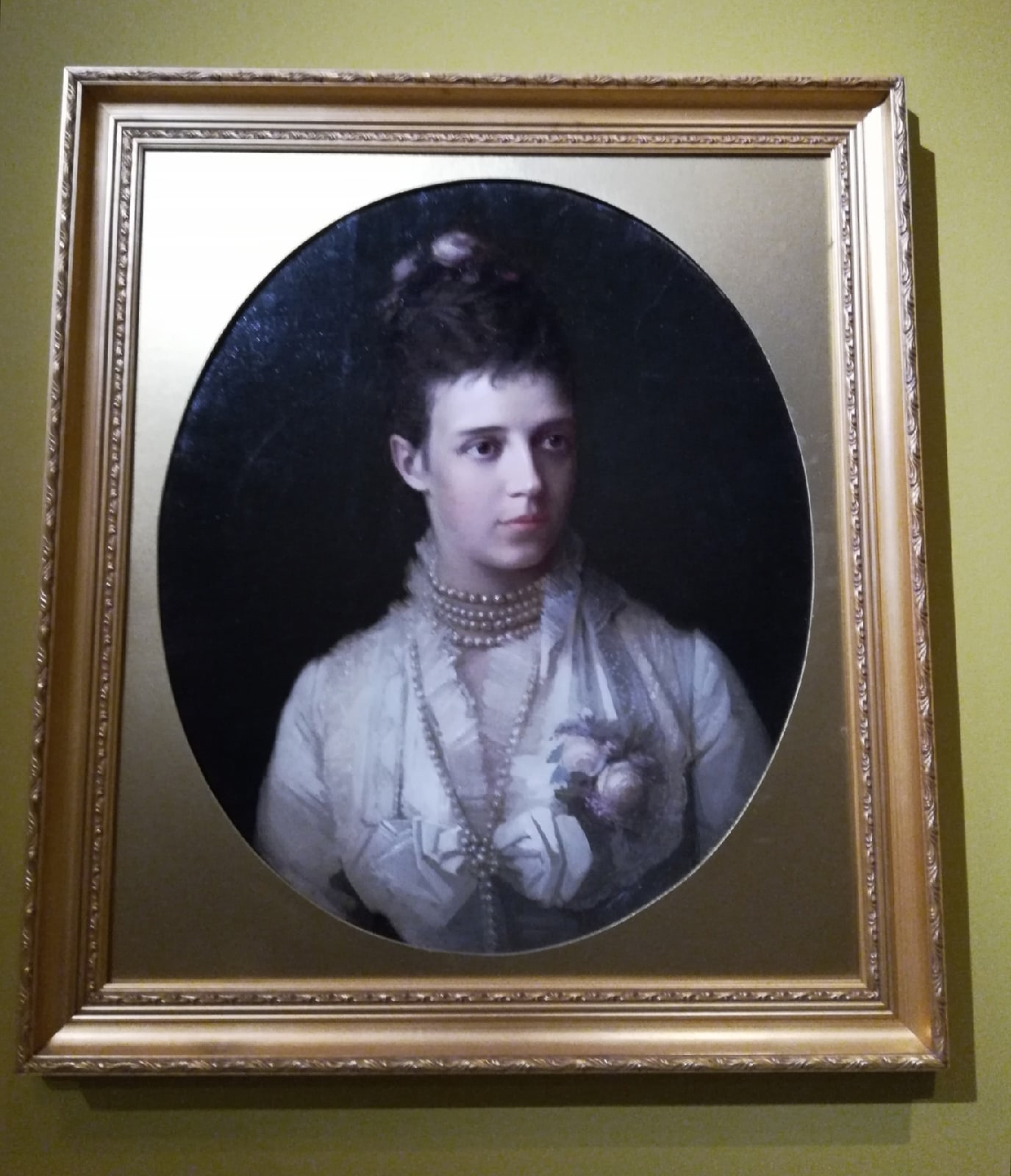
Портрет Великой княгини (будущей императрицы) Марии Фёдоровны. Около 1880, Государственный Эрмитаж[1].